# Szőcs Emőke
Szőcs Emőke (Csíkszereda, 1985. október 20. –) magyar sílövő, olimpikon.
A Csíkszeredai Sportiskolában kezdett sífutni, majd átállt a sílövészetre. Romániában az ifjúsági, majd a felnőtt válogatottnak is tagja volt. 2003-ban az ifjúsági világbajnokságon nyolcadik helyezett volt a váltóban. A vancouveri olimpiára kvalifikációt szerzett, de nem került be a román csapatba. 2011 novemberétől magyar színekben versenyez. A 2012-es világbajnokságon 7,5 km sprintben 71., 15 km-en 100. lett; a következő vb-n pedig 82., illetve 92. volt. A sífutó világbajnokságon 2013-ban 10 km-en 69., sprint csapatban 23. helyen végzett.
A 2014. évi téli olimpiai játékokon biatlonban  tagja volt a magyar olimpiai csapatnak.
A 2016-os sílövő-világbajnokságon a sprintversenyben egy hibával a hetvenedik helyen végzett.
A 2018-as olimpián 10 kilométeres sífutásban 77. lett.
2024 szeptemberében beválasztották a Nemzetközi Sílövőszövetség technikai bizottságába.

## Díjai, elismerései
- Az év magyar sílövője (2013, 2014,[7] 2016,[8] 2017[9])
- Az év magyar sífutója (2014, 2016,[8] 2017)